# لاكوي (ميزوري)

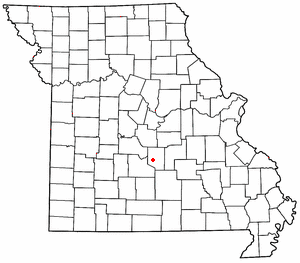
موقع لاكوي، ميزوري

لاكوي (بالإنجليزية: Laquey)‏ هي إحدى المجتمعات الفردية (غير مصنفة) في مقاطعة بولاسكي ولاية ميزوري في الولايات المتحدة الأمريكية.